# Fládnitzské vřesoviště
Fládnitzské vřesoviště je přírodní památka poblíž obce Hnanice v okrese Znojmo v nadmořské výšce 297–317 metrů. Oblast spravuje Správa NP Podyjí. Důvodem ochrany jsou xerotermní travinobylinná společenstva s výskytem vzácných druhů rostlin a živočichů, druhová pestrost stepního společenstva.